# Bletchley Park

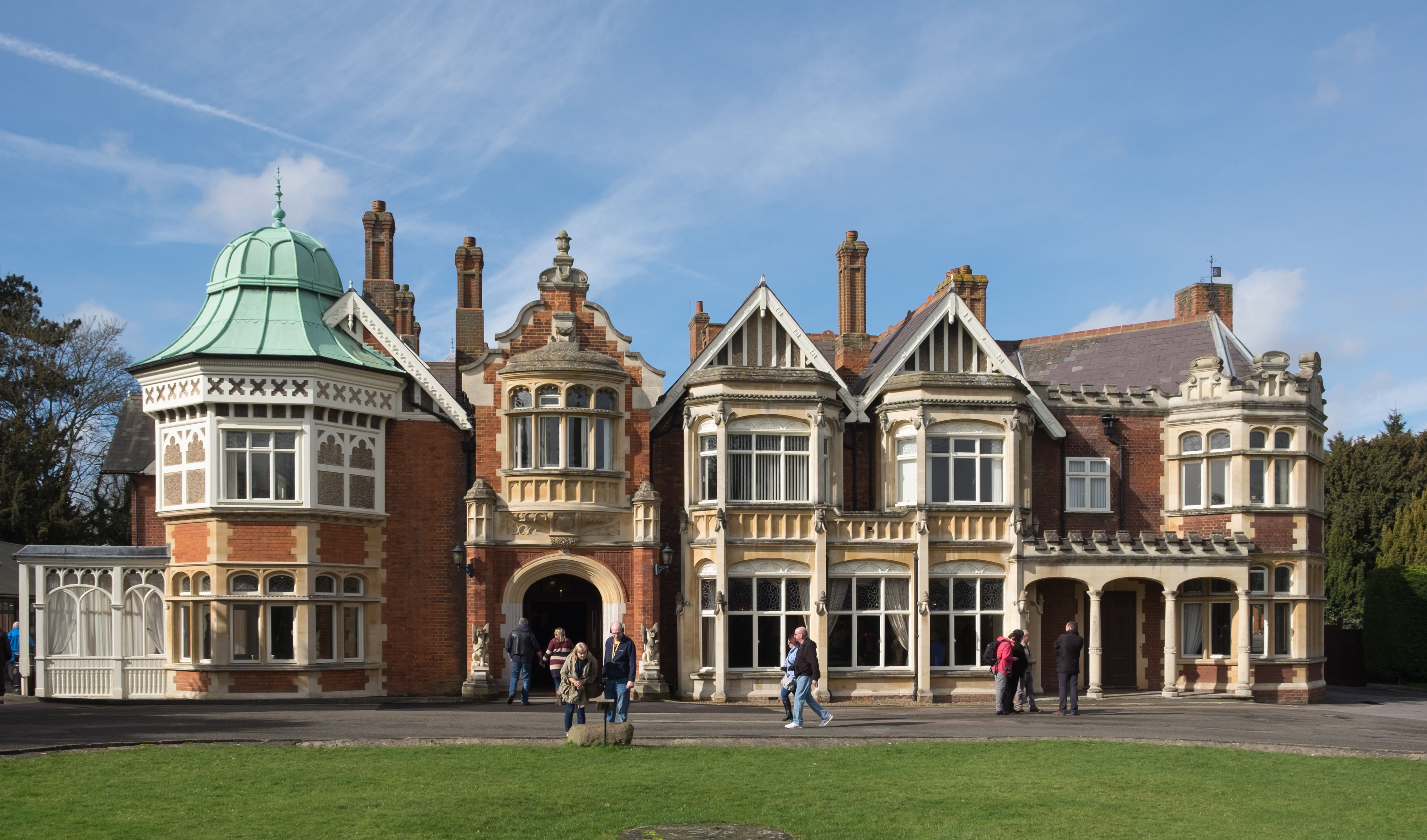
Das Herrenhaus von Bletchley Park war die Zentrale der britischen Codeknacker und ist heute ein Museum (2017)

Bletchley Park (Abkürzung B.P.) ist ein Landsitz in der englischen Stadt Bletchley in der Grafschaft Buckinghamshire und liegt etwa 70 km nordwestlich von London. B.P. war die zentrale militärische Dienststelle, die sich im Zweiten Weltkrieg erfolgreich mit der Entzifferung des deutschen Nachrichtenverkehrs befasste.
Heute befindet sich dort das Museum Bletchley Park, das vom Bletchley Park Trust verwaltet wird, sowie das Nationale Computer-Museum Großbritanniens. 2024 betrug die Besucherzahl etwa 268.000 Personen.

## Bletchley Park House
Das Bletchley Park House wurde in der Zeit von 1871 bis 1881 im „altenglischen Stil“ (siehe auch: Neugotik) erbaut und kurz darauf von Herbert Leon (1850–1926) erworben, einem vermögenden Unternehmer und Politiker der Liberal Party. Dieser war mit dem späteren (1916–1922) Premierminister des Vereinigten Königreichs David Lloyd George persönlich befreundet. Herbert Leon nutzte das Anwesen für sich und seine Familie als Hauptwohnsitz, auch weil von hier aus die Hauptstadt per Zug gut zu erreichen war. Darüber hinaus verfügte er über drei weitere Wohnsitze, und zwar in Schottland, Kent und London. In den Jahrzehnten bis zu seinem Tod in der Mitte der 1920er-Jahre ließ er sein Haus in Bletchley in mehreren Phasen umfassend erweitern und umbauen, wobei spätviktorianische und edwardianische Stilelemente einflossen.
Nach dem Tod auch seiner Witwe, Fanny, Lady Leon, die ihren Ehemann um elf Jahre überlebte, und die es von ihm geerbt hatte, stellte sich heraus, dass keines ihrer Kinder in dem Herrenhaus wohnen wollte. Sie alle hatten bereits eigene Häuser. Daher wurde das gesamte Anwesen Bletchley Park Estate inklusive des umliegenden Parks versteigert. Im Jahr 1937 ging es in den Besitz von Hubert Faulkner (1907–1969) über. Er plante, das Haus abreißen und dort ein neues errichten zu lassen.
Kurz darauf wurde es jedoch von Hugh Sinclair erworben, Admiral der Royal Navy und Chef des britischen Nachrichtendienstes Secret Intelligence Service (SIS), auch bekannt als MI6. Dieser beabsichtigte, hier die Government Code and Cipher School unterzubringen.

## Government Code and Cypher School

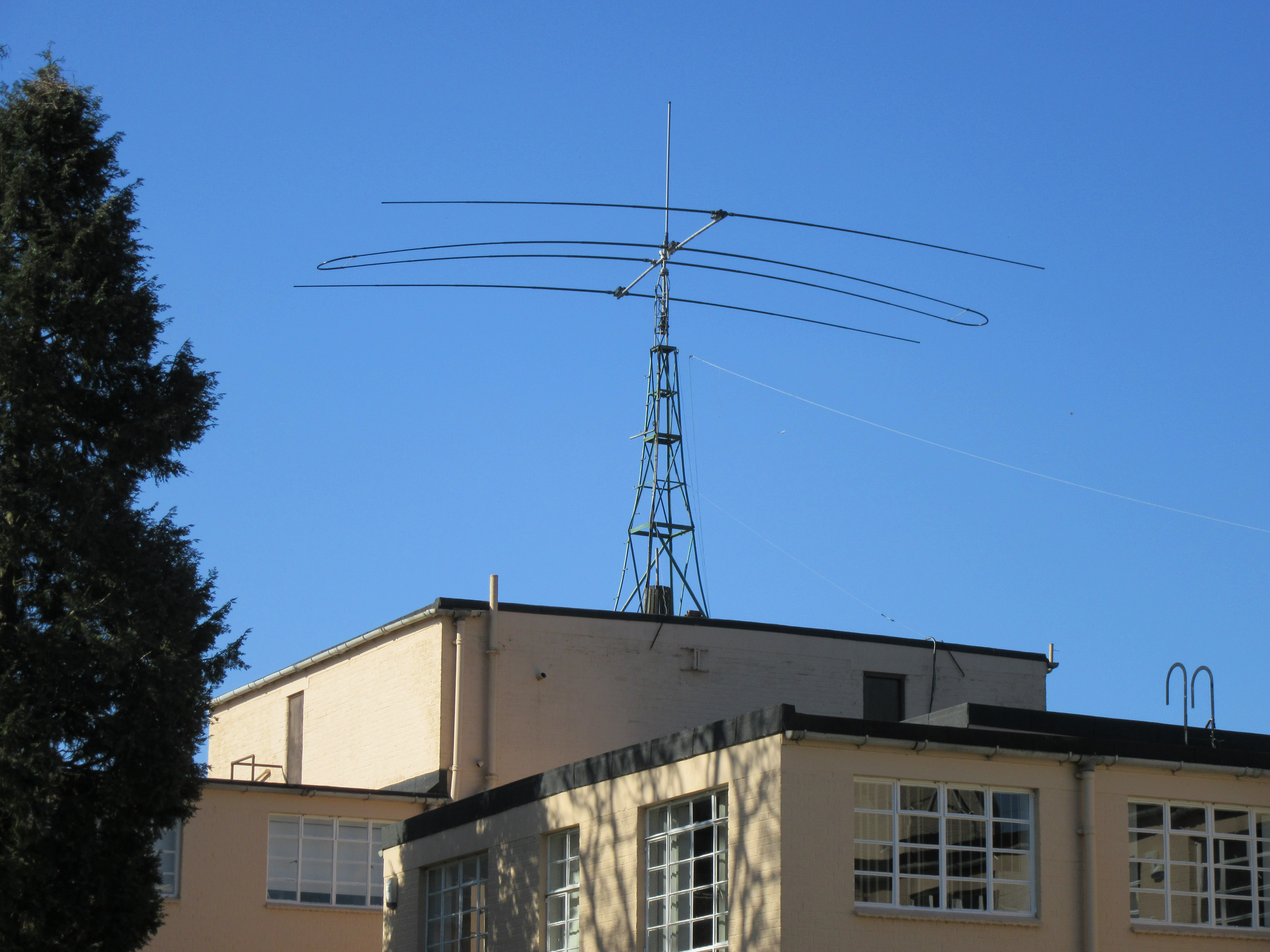
Über die Antenne der ehemals hochgeheimen und heute weltberühmten Station X wurden verschlüsselte deutsche Funksprüche abgefangen.

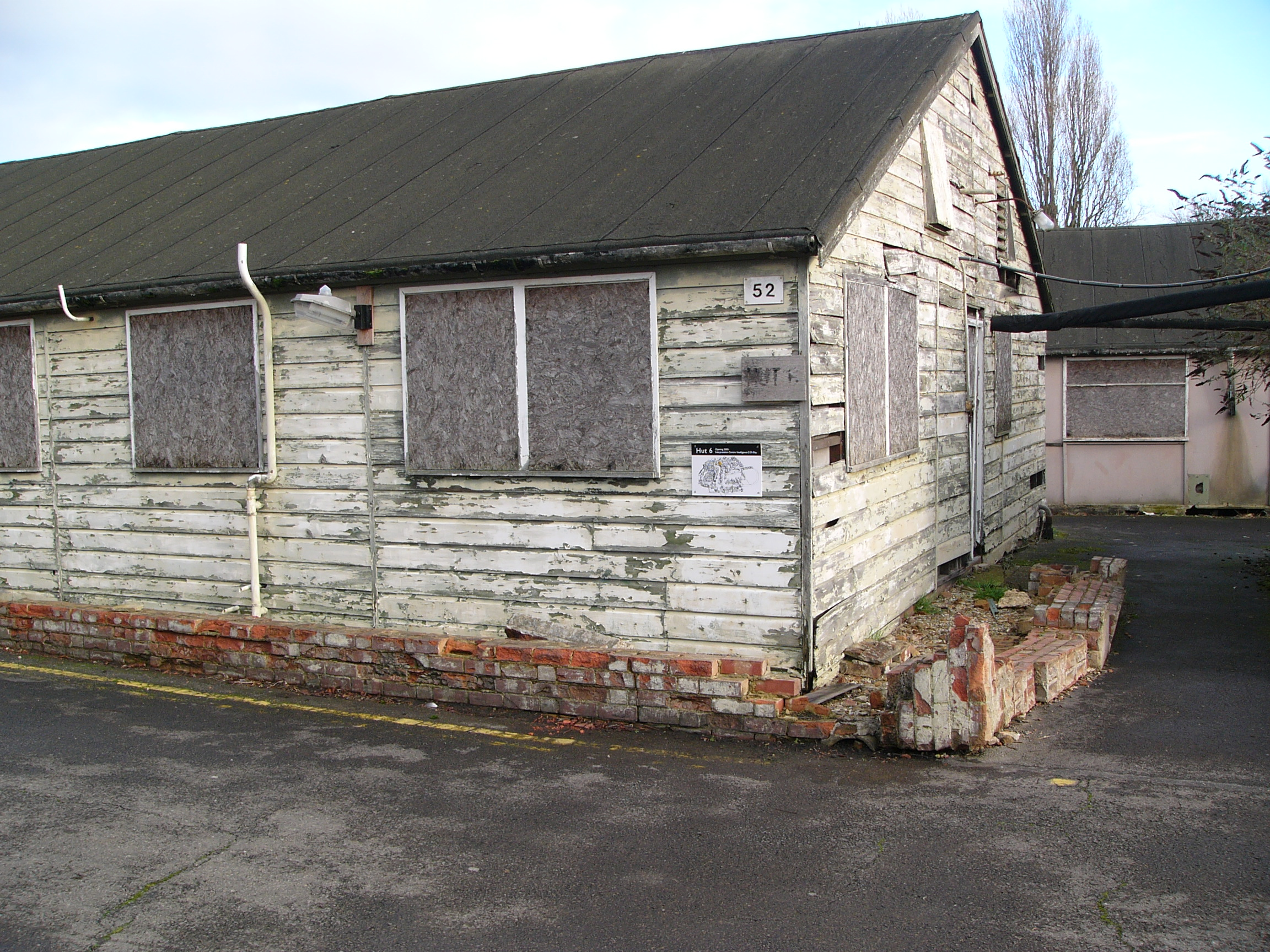
Die legendäre Hut 6 (Foto 2004) in Bletchley Park, in der unter der Leitung von Gordon Welchman an der Entzifferung der deutschen Enigma gearbeitet wurde

Die Government Code and Cypher School (G.C. & C.S.) (deutsch etwa „Staatliche Code- und Chiffrenschule“), auch genannt Station X nach der hier befindlichen zentralen Funkabhörstelle des britischen Y Service, zog 1939 ins Herrenhaus von Bletchley Park ein. Hier erhielten britische Kryptoanalytiker (englisch codebreakers) die Aufgabe, den geheimen Nachrichtenverkehr der deutschen Wehrmacht zu entziffern. Dazu waren deutsche Verschlüsselungsmethoden zu brechen, wie die Schlüsselmaschine Enigma, der Siemens-Geheimschreiber T 52 und die Lorenz-Schlüsselmaschine.
Gründe für die Auswahl des Standortes waren:
- B.P. war zur Zeit des Zweiten Weltkrieges mit einem Eisenbahnanschluss sowohl nach Oxford als auch nach Cambridge und nach London verbunden. Die Wissenschaftler dieser Hochschulen konnten daher leicht anreisen.
- B.P. lag zugleich an einem Telekommunikations-Knotenpunkt. Die Leitungen dorthin konnten besonders viele Nachrichten transportieren.
- B.P. lag relativ abgeschieden. Fremde wären dort sofort aufgefallen.

Bis 1973 blieben alle Aktivitäten in und um B.P. als Verschlusssache mit dem Geheimhaltungsgrad Top Secret ein streng geschütztes militärisches Geheimnis der Briten (Britain’s best kept secret, deutsch: „Britanniens bestgehütetes Geheimnis“). Erst danach wurden die kriegswichtigen Aktivitäten und Erfolge von B.P. öffentlich bekannt.
Die ersten Mitarbeiter der G.C. & C.S., wie Alastair Denniston und Dillwyn Knox, waren Veteranen aus der Kryptologie-Abteilung der Admiralität, dem legendären Room 40. Dazu kamen um 1939 hervorragende Mathematiker, wie Alan Turing und Gordon Welchman, und auch Historiker, Sprachwissenschaftler und Schachmeister.
Die britischen Codebreakers bauten dabei auf Erkenntnissen auf, die polnische Codeknacker, wie Marian Rejewski, Jerzy Różycki und Henryk Zygalski, bereits seit Anfang der 1930er-Jahre im polnischen Biuro Szyfrów (deutsch: „Chiffrenbüro“) erarbeitet hatten. Ende Juli 1939, also kurz vor dem deutschen Überfall auf Polen, der den Zweiten Weltkrieg auslöste, trafen sich britische und französische Kryptoanalytiker zu einem Geheimtreffen im Kabaty-Wald von Pyry, nahe der polnischen Hauptstadt Warschau. Auf dieser Geheimkonferenz offenbarten die Polen ihren verblüfften Alliierten ihre bereits seit 1932 erfolgreich entwickelten Methodiken und Gerätschaften, mit denen es ihnen gelungen war, den von der deutschen Reichswehr und später von der Wehrmacht mithilfe der Rotor-Chiffriermaschine Enigma verschlüsselten Nachrichtenverkehr zu entziffern. Mit diesem Anschub konnten die britischen Codebreaker mit Ausbruch des Krieges einen erneuten Angriff auf die deutsche Maschine starten, der es ihnen in der Folge ermöglichte, die verschlüsselten deutschen Funksprüche nahezu kontinuierlich zu entziffern.
Im Jahr 1943 wurde in B.P. der Röhrencomputer Colossus, ein Vorläufer heutiger Computer, in Betrieb genommen. Er diente zum Entziffern des deutschen Fernschreibverkehrs, der mithilfe der Lorenz-Maschine (Schlüsselzusatz SZ42) verschlüsselt war, von den Briten Tunny (deutsch Thunfisch) genannt.
Der Bruch der deutschen Verschlüsselungen in B.P. ab Januar 1940 lieferte den Briten während der Luftschlacht um England wichtige Erkenntnisse über Stärke und Standorte deutscher Luftwaffenverbände. In Verbindung mit den Ortungen des Chain-Home-Radarsystems konnten der Royal Air Force wichtige Hinweise für den Einsatz der britischen Jagdgeschwader gegeben werden. Durch das Abhören des Funkverkehrs des Deutschen Afrikakorps konnten etliche Erfolge gegen die Nachschublinien im Mittelmeer erzielt werden; auch im Vorfeld deutscher Offensiven erwies sich das Abhören als effektiv. Auf deutscher Seite kam der Verdacht auf, der Schlüssel könnte geknackt worden sein.
Auch bei den Angriffen von U-Booten der Kriegsmarine auf alliierte Nachschubkonvois in der Atlantikschlacht konnte B.P. mit einer Zeitverzögerung von zunächst etwa vier Tagen und später in der Regel weniger als einem Tag den mit der Enigma-M4 verschlüsselten Funkverkehr von und zu den deutschen U-Booten mitlesen. Dadurch erhielt die alliierte Marineführung die Möglichkeit, Geleitzüge um die deutschen U-Boot-Rudel herumzuführen und die eigene U-Boot-Abwehr zu verbessern. Geleitflugzeugträger, Langstreckenflugzeuge und mit Sensoren und Radar zur U-Boot-Jagd ausgerüstete Schiffe wurden an die Aufstellungsräume der U-Boote herangeführt.
Durch das langfristig aufgebaute Täuschungsmanöver (Operation Fortitude), bei dem Bletchley Park die entzifferten Erwartungen des Oberbefehlshabers West und der Abwehr in deren Funkverkehr mit Berlin nutzte, täuschte die alliierte Seite über den Beginn der Landung in der Normandie hinaus eine fiktive, viele Divisionen starke, nahe dem Kanal stationierte 1st US-Army-Group vor, die bei Invasionsbeginn die deutsche Panzerreserve und viele andere militärische Kräfte in Nordwestfrankreich und Belgien band, weil die deutsche Seite mit einer zweiten, noch größeren alliierten Landung bei Calais rechnete.
Trotz aller britischen Vorsichtsmaßnahmen hatte die Sowjetunion in Bletchley Park einen Agenten namens John Cairncross platziert.
Allerdings gaben auch die Briten selbst wichtige Informationen aus dem deutschen Nachrichtenverkehr, die sie in Bletchley Park entziffert hatten, an Stalin weiter, wenn sie die Ostfront betrafen. Da sie selbst ihrem Verbündeten gegenüber keineswegs die Quelle offenbaren wollten, spielten sie die Informationen zunächst dem schweizerischen Nachrichtendienst zu, der die Erkenntnisse an Rudolf Rößler (Deckname Lucie) weitergab. Dieser leitete die Informationen, die er angeblich von einem Informanten mit dem Decknamen Werther erhalten haben wollte, über die Rote Drei nach Moskau weiter. Da die Informationen sich immer wieder als zutreffend erwiesen, vertraute man ihnen in Moskau bald uneingeschränkt. So erlangten die Sowjets Erkenntnisse über deutsche Angriffspläne, die ihnen dabei halfen, die größte Panzerschlacht im Zweiten Weltkrieg (Unternehmen Zitadelle) zu gewinnen.

## Organigramm

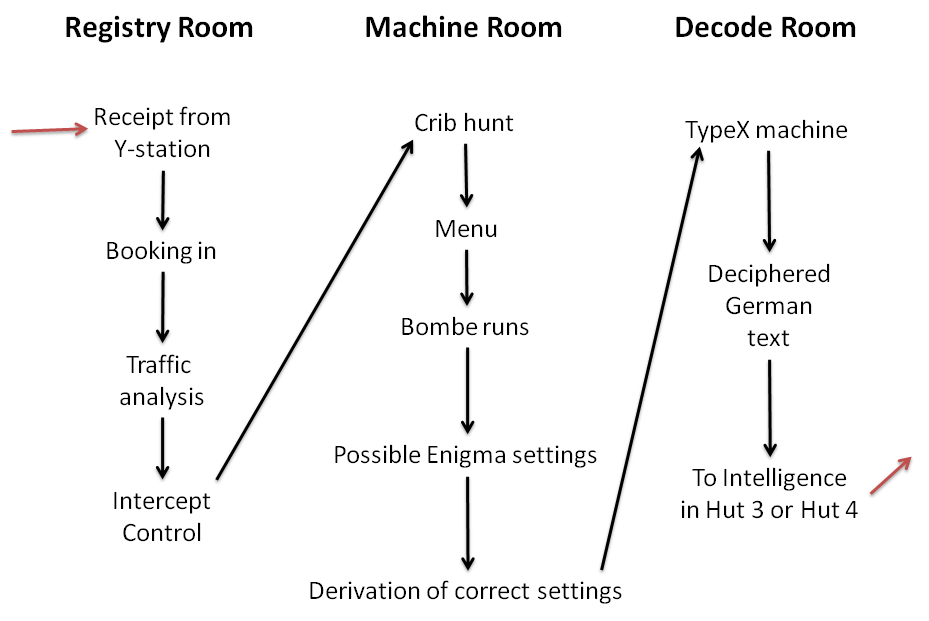
Informationsfluss durch die Abteilungen: Vom durch den Y-Dienst abgefangenen Funkspruch über die Entzifferung bis zur nachrichtendienstlichen Auswertung

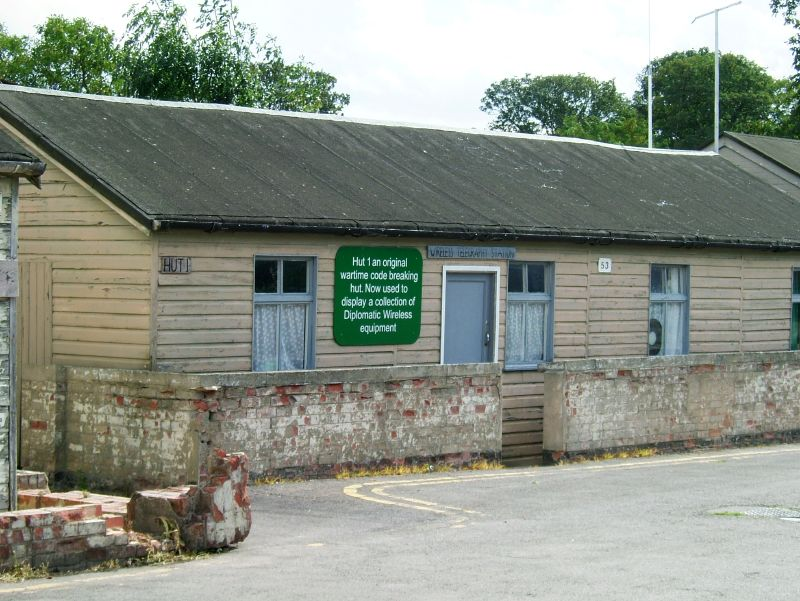
Die Hut 1 (Foto 2006) wurde als erste Baracke bereits im Jahr 1939 errichtet

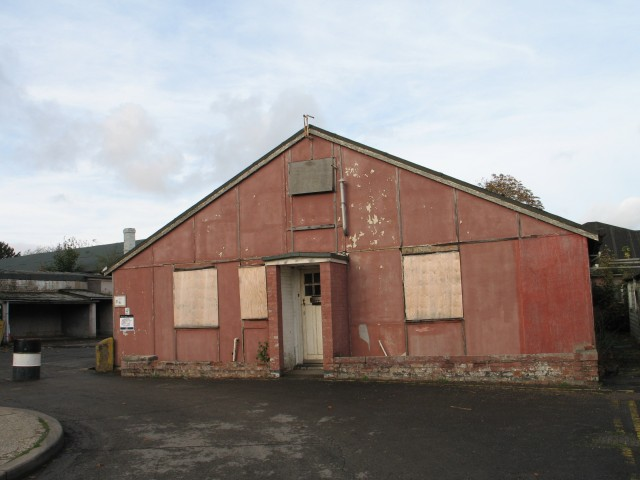
In Hut 3 (Foto 2009) wurden die durch Hut 6 entzifferten Nachrichten ausgewertet

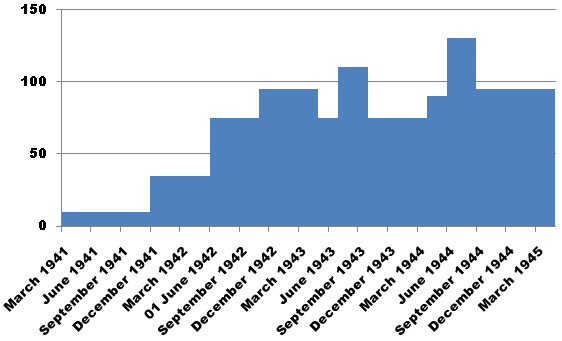
Anzahl der täglich von Hut 3 ausgewerteten Funksprüche.

Die Government Code and Cypher School (GC&CS) war auf dem Höhepunkt des Krieges 1942 in verschiedene Huts („Baracken“) gegliedert. Der englische Begriff spiegelt den provisorischen Charakter der kleinen Holzgebäude wider, in denen die Codeknacker abteilungsweise untergebracht waren. Die Bezeichnung Hut für die einzelnen Abteilungen wurden später größtenteils auch nach dem Umzug in solidere Steingebäude beibehalten.
- Hut 1 wurde als erste Baracke bereits im August 1939 unter der Leitung von Captain Hubert Faulkner, eines lokalen Bauherrn und Besitzer des Geländes, errichtet. Als 40 x 16 Fuß breite Holzbaracke war Hut 1 Heimat der ersten Morsecode-Abfangversuche. Der Bletchley Park Sick Bay First Aid Post war hier beheimatet, als am 18. März 1940 die erste Turing-Bombe Victory getestet wurde. Der First Aid Post wurde Mitte März 1943 in Raum 36 der Mansion verlegt. Im selben Monat wurde das Transport Office nach Hut 1 verlegt und im Juli 1943 eröffnet. Mindestens 1945 war in Hut 1 auch die Feuerwache untergebracht.[8]
- Hut 2, ebenfalls im August 1939 unter der Leitung von Hubert Faulkner errichtet, verkaufte Lebensmittel an die Mitarbeiter und ab dem 25. Februar 1943 zu bestimmten Zeiten auch Bier. Bis Mai 1942 beinhaltete Hut 2 eine Leihbibliothek. Ab Mitte 1942 fanden in Hut 2 jeweils eine Stunde pro Woche Lektionen über Seesprache der Deutschen und Italiener statt. Im Juni 1942 wurde das Gebäude als Notaufnahme während Übungen unter dem Titel Bletchley Park in danger verwendet. 1946 wurde Hut 2 abgerissen, das Gelände wurde fortan als Parkplatz verwendet.[8]
- Hut 2A sollte im Juli 1941 das Transportbüro beherbergen, dieses wurde jedoch in Hut 9 untergebracht. Da keine weiteren Indizien zu Hut 2A existieren, wird spekuliert, dass es nie erbaut und stattdessen ganz in Hut 9 übernommen wurde.[8]
- Hut 3, ebenfalls im August 1939 unter der Leitung von Hubert Faulkner errichtet, war das Hauptquartier für die Auswertung der Enigma-Funksprüche von Heer und Luftwaffe. Die Codes wurden an Hut 6 und auch an das Entzifferungssystem Fish weitergeleitet. Im Gegensatz zu anderen Fernmelderäumen stand Hut 3 unter der Leitung von Group Captain Winterbotham des Secret Intelligence Service (SIS) und auch das Personal gehörte fast ausnahmslos zur SIS. Hut 3 stand ab Januar 1940 unter der Führung von Commander Saunders, ab Anfang 1942 unter Wing Commander (später Group Captain) Eric Jones, der als Sektionsleiter fungierte. Auch nach dem Umzug der gesamten Sektion im Februar 1943 nach Block D wurde der Titel Hut 3 beibehalten und der vorherige Hut 3 in Hut 23 umbenannt.[8]
- Hut 3A war vermutlich eine 1940 von Nigel de Grey verwendete Holzbaracke, wo die Ergebnisse von Hut 3 studiert wurden, vermutlich wurde dies später vom Intelligence Exchange übernommen. Im Februar 1943 wurde Hut 3A in Hut 23A umbenannt. Mitte 1943 sollte Hut 3A neu errichtet und für Ingenieure bereitgestellt werden, dazu kam es jedoch nicht.[8]
- Hut 3B war Anfang Mai 1942 Arbeitsort der Untersektion für nichtdeutsche Luftfunksprüche, diese musste jedoch nach Hut 10A ziehen, damit in Hut 3 die 6 Intelligence School aus Beaumanor arbeiten konnte. Vermutlich wurde Hut 3B im Februar 1943 in Hut 23B umbenannt.[8]
- Hut 3E sollte im März 1942 die 6 Intelligence School aufnehmen. Da keine weiteren Details über Hut 3E bekannt sind, wird spekuliert, dass sie in die 15-Serie aufgenommen wurde.[8]

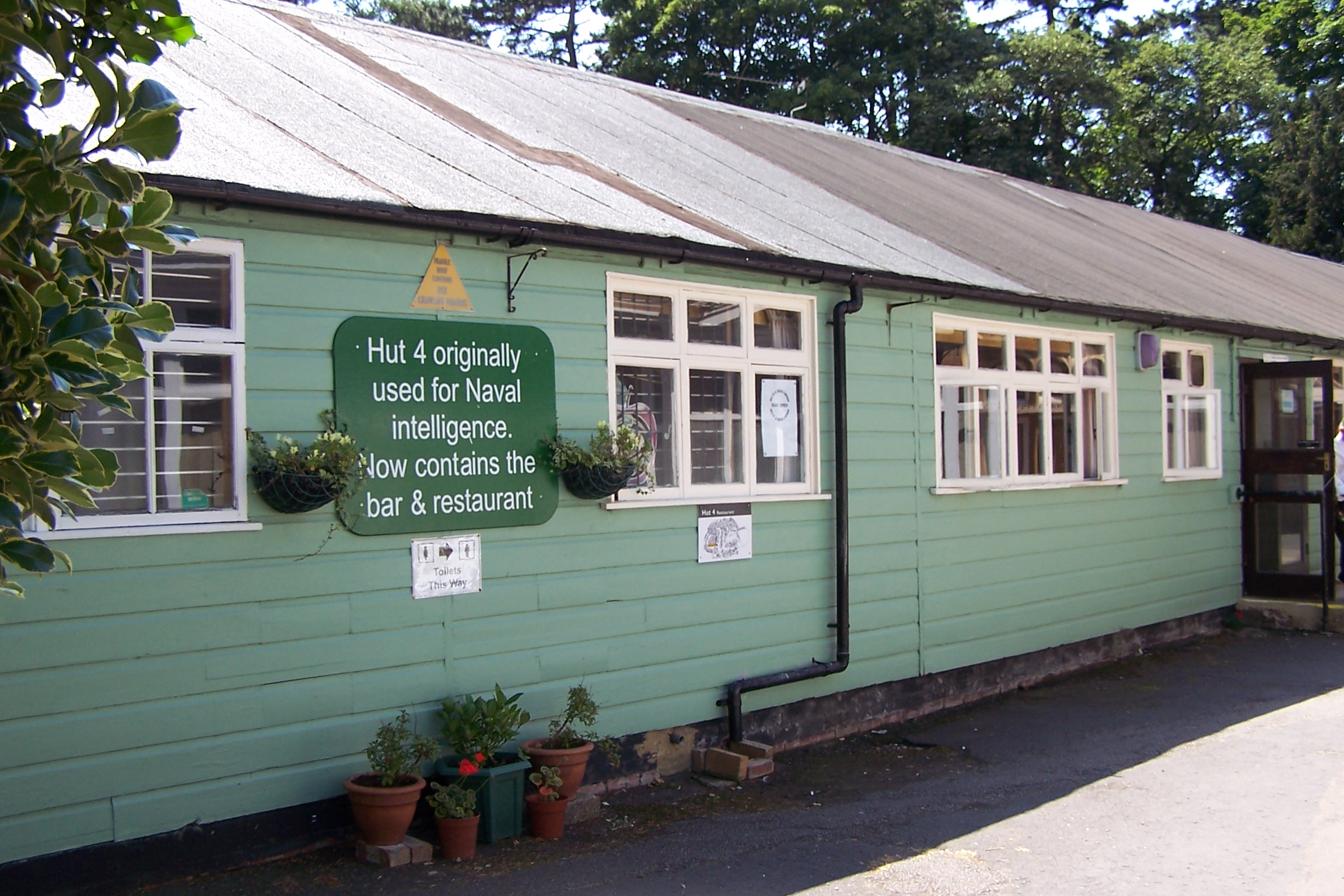
In Hut 4 (Foto 2005) wurden die Entzifferungen aus Hut 8 militärisch-taktisch ausgewertet. Heute befindet sich dort das Restaurant des Bletchley-Park-Museums.

- Hut 4 übernahm die Entzifferungen von Hut 8 und wertete sie militärisch-taktisch aus.
- Hut 6 unter der Leitung zunächst von Gordon Welchman und seinem Stellvertreter Conel Hugh O’Donel Alexander arbeitete an der Entzifferung der von Heer und Luftwaffe mit der Enigma I verschlüsselten Funksprüche. Nachdem Alexander im Oktober 1941 zur Hut 8 gewechselt war, wurde Stuart Milner-Barry sein Nachfolger als Deputy, bevor er schließlich im Herbst 1943 in Nachfolge von Welchman Chef der gesamten Hut 6 wurde.

- Hut 7 unter der Leitung von Hugh Foss befasste sich mit japanischen Marine-Verschlüsselungen
- Hut 8 unter der Leitung von Alan Turing und ab Oktober 1941 seinem Stellvertreter Hugh Alexander befasste sich mit der Entzifferung von Funksprüchen der Kriegsmarine, die zur Verschlüsselung die Enigma-M3 und die Enigma-M4 benutzten.

- Hut 10 beherbergte die meteorologische Abteilung.
- Hut 11 war 1940 Standort der ersten „Turing-Bombe“ und ab dem Jahr 1943 Sitz der Newmanry, einer Abteilung unter der Leitung von Max Newman, die sich mit der Entzifferung von Fernschreiben befasste, die mit dem Lorenz-Schlüsselzusatz SZ42 verschlüsselt waren (englischer Deckname: Tunny).
- Hut 14 war das Gebäude, in dem sich die wichtigsten Fernschreiber-Verbindungen, insbesondere zum Außenministerium in London befanden.

Außer den hölzernen Huts wurden später einige Backsteingebäude errichtet, die als Blocks bezeichnet wurden:
- Block A: Marinenachrichtendienst (Naval Intelligence)
- Block B: Italienische und japanische Sektion (Italian Air and Naval, and Japanese code breaking)
- Block C: Lochkarten-Archiv (punch-card index)
- Block D: Enigma in Ergänzung der Huts 3, 6 und 8
- Block E: Funküberwachung und Typex.
- Block F: Newmanry und Testery
- Block G: Verkehrsanalyse und Ablenkungsmaßnahmen
- Block H: Tunny und Colossus (beherbergt heute das Nationale Computer-Museum)

## Frauen in Bletchley Park
Aufgrund des hohen Personalbedarfs wurden ab 1939/40 vermehrt Frauen angeworben, bis diese schließlich 75 % der Mitarbeiter ausmachten. Viele der Frauen führten nur Hilfstätigkeiten aus, einige arbeiteten jedoch auch als Codebrecherinnen an der Entzifferung von verschlüsselten Nachrichten. So stellte das zur University of Cambridge gehörende, rein weibliche Newnham College, im Laufe des Bestehens von Bletchley Park 77 Alumni als Mitarbeiterinnen.

## Filmische Rezeption
Die Situation und Atmosphäre in Bletchley Park sind wesentliche Bestandteile des Romans Enigma von Robert Harris von 1995 und des darauf aufbauenden Spielfilms Enigma – Das Geheimnis von 2001.
Der Film The Imitation Game – Ein streng geheimes Leben aus dem Jahr 2014 spielt zu großen Teilen in Bletchley Park, wurde aber im etwa zehn Kilometer entfernten Chicheley Hall gedreht.
Auch die zwischen 2012 und 2014 von ITV ausgestrahlte Krimiserie The Bletchley Circle spielt in den Jahren 1952 und 1953 in Bletchley Park. Die Protagonistinnen sind vier ehemalige Codebrecherinnen, die ihre Fähigkeiten zur Aufklärung von Verbrechen einsetzen.